# Багаев, Дмитрий Поликарпович
Дми́трий Полика́рпович Бага́ев (5 сентября 1884, с. Туманы, Вятская губерния, Российская империя — 23 июля 1958, Павлодар, Казахская ССР) — фотограф, краевед, основатель и первый директор Павлодарского областного краеведческого музея.

## Образование
Окончил кратковременные курсы у омского фотографа Коркина (1901—1903) и фотокурсы в Москве (1928).

## Карьера
- С 1905 г. — владелец фотостудии.
- Был избран членом Тамбовского фотографического общества (1912).
- Служил в армии (г. Новониколаевск, 1915—1918).
- Участник множества этнографических экспедиций по Казахстану и Павлодарскому Прииртышью (1928, 1930, 1952, 1956).
- Активно сотрудничал с Павлодарским отд. «Общества изучения Казахстана» (1936-42).
- С 1928 публиковал на страницах районных и областных газет статьи и 154 заметки по истории края, в том числе крупные статьи о Коряковском озере, Экибастузе, Баянауле, Майкаине.
- 1942-58 директор Павлодарского областного краеведческого музея.

Создал полувековую фотолетопись города и области (1905-58), число негативов более 3000.

## Память
На могиле установлен памятник с доской, на здании бывшего музея установлена мемориальная доска (1990).
Его именем названа улица в Павлодаре (1991) и открыт Дом-музей Д. П. Багаева (2001), установлен бюст (скульптор К. Темиргалиев, 2002).